# Yves Floc'h
Pour les articles homonymes, voir Floc'h.
Yves Floc'h, né le 24 mai 1906 à Plouguerneau et mort le 12 août 1990 à Douarnenez, est un peintre français.

## Biographie
Yves Floc'h naît en 1906. Il étudie d'abord l'art à Lesneven après que son talent ait été repéré par le prêtre local, Yann-Vari Perrot. En 1930, il part étudier à l'École des Arts Décoratifs de l'École des Beaux-Arts de Paris, avec l'aide financière de l'abbé.
Reçu au professorat de dessin en 1933, il enseigne à Saint-Dié. Après la mobilisation et la captivité en Allemagne, il reprend ses cours à Lorient puis à Dinan, en Côtes-d'Armor. Il ne quittera plus Dinan, assurant les cours de dessin au Lycée de garçons puis au Lycée de Filles, jusqu'à sa retraite en 1971.
Peintre impressionniste, élève de Louis-Marie Désiré-Lucas, il aime à se rendre « sur le terrain » pour fixer la lumière et les paysages. En Bretagne, Dinan et ses environs, Douarnenez et le Finistère… Mais aussi lors de ses escapades plus lointaines vers le soleil : la montagne, la Côte d'Azur, l'Italie, l'Espagne…
Il meurt en 1990suite à un accident de voiture près de Douarnenez.
8 septembre 2018 : une plaque à l'honneur d'Yves Floc'h a été dévoilée sur la maison de la rue du Bignon à Dinan où il a habité avec sa famille à partir de 1945.
En 2019, la demeure familiale du peintre est ouverte au public dans le cadre d’un vide-maison où des esquisses et des tableaux sont à vendre.
Epoux de Marguerite Villard, fille de l'écrivain  René Villard et petite-fille du peintre Jean-Marie Villard.